# Orridi persecutori
Gli orridi persecutori sono creature immaginarie appartenenti al ciclo letterario dei miti di Cthulhu, opera dello scrittore H. P. Lovecraft. Questi esseri compaiono per la prima volta nel romanzo Alla ricerca del misterioso Kadath (1926).

## Aspetto fisico
Gli orridi persecutori hanno l'aspetto di giganteschi serpenti (o vermi) di colore nero. Sono dotati di una o due ali simili a quelle dei pipistrelli ed enormi appendici artigliate al posto delle zampe. Il loro corpo dalla consistenza gommosa tende a contorcersi e a mutare forma di continuo.
Queste creature non sopportano la luce solare e quando vi sono esposti rimangono inceneriti. Gli orridi persecutori possono muoversi rapidamente e sono gli implacabili segugi di Nyarlathotep. Lo stesso Nyarlathotep può assumere fattezze non dissimili da questi suoi servi.